# Diananda Choirunisa
Diananda Choirunisa, född 16 mars 1997, är en indonesisk bågskytt. Hon deltog vid olympiska sommarspelen 2020.